# Министерство просвещения, университетов и научных исследований Италии
Министерство просвещения, университетов и научных исследований (итал. Ministero dell'Istruzione, dell'Università e della Ricerca) — итальянское министерство, ответственное за систему среднего и высшего образования, а также за организацию научных исследований, существовавшее в 2001—2006 и с 2008 по 2020 год.

## История

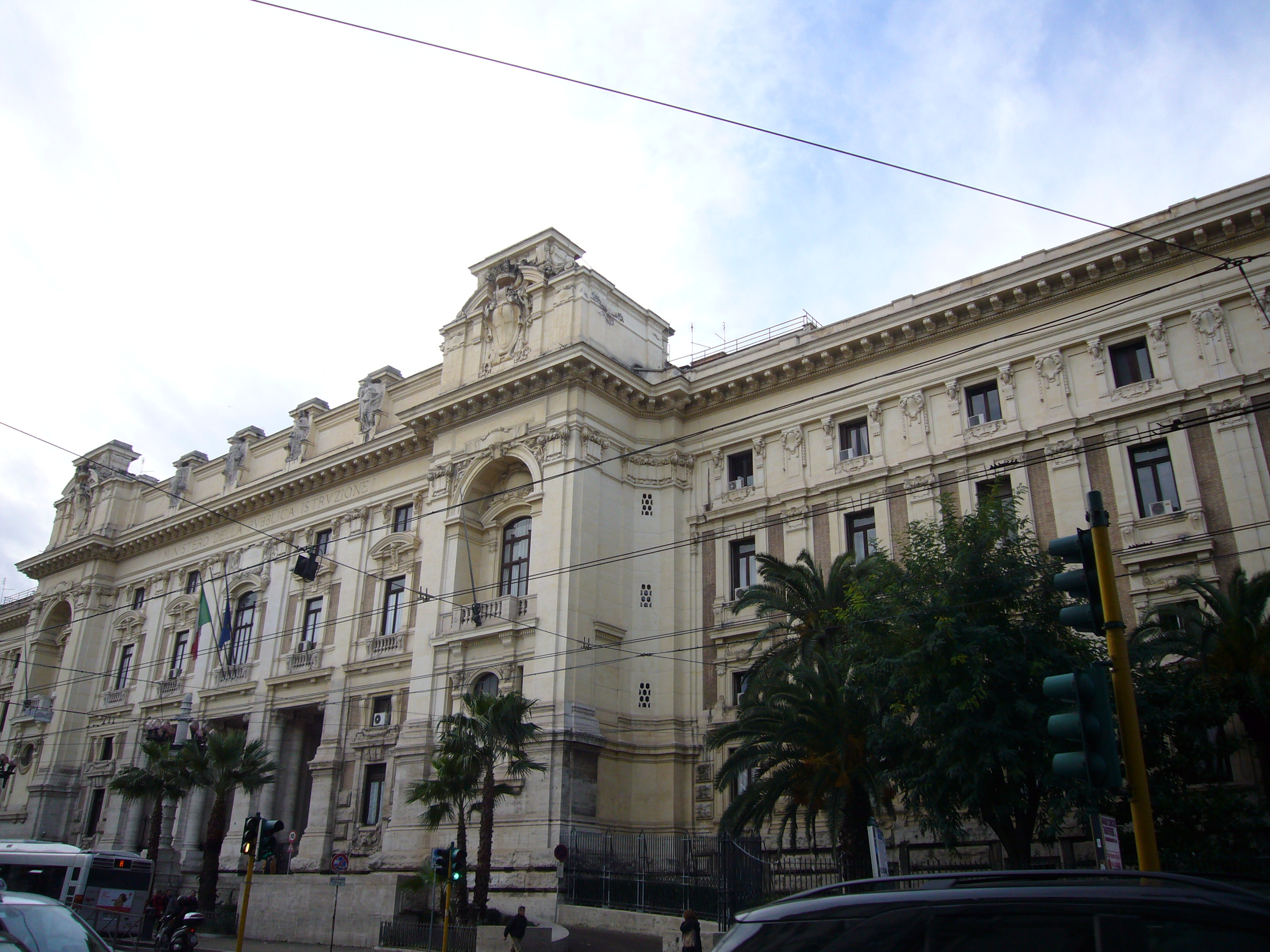
Здание департамента школьного образования на улице Трастeвере.

Первые шаги к созданию министерства были сделаны в период деятельности правительства Д’Алема в рамках осуществления  реформы Бассанини, когда было принято постановление правительства № 300 от 30 июля 1999 года «Реформа организации правительства» во исполнение ст. 11 закона № 59 от 15 марта 1997 года, и осуществлено слияние Министерства общественного просвещения и Министерства университетов и научных исследований. 
Решение о создании министерства вступило в силу в 2001 году, когда второе правительство Берлускони постановлением (decreto-legge) правительства № 217 от 12 июня 2001 года, которое было подтверждено законом от 3 августа 2001 года № 317, установило новый перечень министерств. 
Постановлением правительства Проди от 18 мая 2006 года № 181 была утверждена новая система министерств, которая предусматривала возрождение Министерства общественного просвещения и Министерства университетов и научных исследований. Декретом председателя Совета Министров от 14 июля 2007 года были установлены сферы компетенции этих министерств. 
Четвёртое правительство Берлускони через финансовый закон 2008 года от 24 декабря 2007 года вернулось к системе министерств, созданной согласно реформе Бассанини.
25 декабря 2019 года министр Лоренцо Фьорамонти объявил об уходе в отставку. 28 декабря 2019 года премьер-министр Джузеппе Конте объявил о планах разделения Министерства просвещения, университетов и научных исследований на Министерство школьного образования и Министерство университетов и научных исследований. 
30 декабря 2019 года президент Италии Серджо Маттарелла принял отставку Фьорамонти
10 января 2020 года вступило в силу постановление второго правительства Конте № 1 от 9 января 2020 года, на основании которого Министерство просвещения, университетов и научных исследований было упразднено посредством разделения его на Министерство образования и заслуг и Министерство университетов и научных исследований. 5 марта 2020 года парламент, внеся некоторые поправки, придал постановлению силу закона.

## Министры
- Летиция Моратти (it:Letizia Moratti); 11 июня 2001 — 17 мая 2006
- Мариастелла Джельмини (it:Mariastella Gelmini); 8 мая 2008 — 16 ноября 2011
- Франческо Профумо (it:Francesco Profumo); 16 ноября 2011 — 28 апреля 2013
- Мария Кьяра Карроцца (it:Maria Chiara Carrozza); 28 апреля 2013 — 22 февраля 2014
- Стефания Джаннини (it:Stefania Giannini); 22 февраля 2014 — 12 декабря 2016
- Валерия Федели (it:Valeria Fedeli); 12 декабря 2016 — 1 июня 2018
- Марко Буссетти; 1 июня 2018 — 5 сентября 2019
- Лоренцо Фьорамонти; 5 сентября — 30 декабря 2019